# Bolsiusia termitophila
Bolsiusia termitophila är en tvåvingeart som beskrevs av Schmitz 1913. Bolsiusia termitophila ingår i släktet Bolsiusia och familjen puckelflugor. Inga underarter finns listade i Catalogue of Life.